# Roseland (Nova Jérsei)
Roseland é um distrito localizado no estado americano de Nova Jérsei, no Condado de Essex.

## Demografia
Segundo o censo americano de 2000, a sua população era de 5298 habitantes.
Em 2006, foi estimada uma população de 5400, um aumento de 102 (1.9%).

## Geografia
De acordo com o United States Census Bureau tem uma área de
9,4 km², dos quais 9,4 km² cobertos por terra e 0,0 km² cobertos por água.

## Localidades na vizinhança
O diagrama seguinte representa as localidades num raio de 8 km ao redor de Roseland.